# جائزة قطر الكبرى للدراجات النارية 2018
جائزة قطر الكبرى للدراجات النارية 2018 هو سباق دراجات نارية أقيم بتاريخ 18 مارس 2018 في حلبة لوسيل الدولية. كان الجولة الأولى من أصل 19 في سباق الجائزة الكبرى للدراجات النارية موسم 2018. فاز أندريا دوفيزيوسو بفئة الموتو جي بي بينما جاء مارك ماركيث في المركز الثاني وحصل على المركز الثالث فالنتينو روسي. فاز بفئة الموتو 2 الإيطالي فرانشيسكو بانيا بينما فاز بفئة الموتو 3 الإسباني خورخي مارتين.